# High Card
High Card (ハイカード, Haikādo) est un projet transmédia dans le thème du poker créé par Homura Kawamoto (ja), Hikaru Muno et TMS Entertainment. Il se compose d'une série de mangas, des romans, de dramatiques radio, d'une série télévisée animée et d'une adaptation théâtrale. Cette dernière est produite par Studio Hibari et la saison 1 est diffusée de janvier 2023 à mars 2023. Une deuxième saison est diffusée de janvier 2024 à mars 2024.

## Synopsis
Dans le royaume de Fourland, il existe un jeu secret de 52 « cartes X-Playing » détenu par la famille royale, chacune conférant un pouvoir ou une capacité surhumaine à celui qui les utilise. Cependant, les cartes ont failli être volées il y a un mois, puis se sont retrouvées dispersées à travers le pays. Un voleur du nom de Finn a du mal à collecter des fonds pour sauver l'orphelinat dont il est résident avant que le propriétaire soit obligé de le renvoyer. Après avoir fait du stop dans un casino, Finn se retrouve bientôt intronisé dans High Card, un groupe spécial chargé par le roi de récupérer les 52 cartes, tout en travaillant sous couverture en tant que vendeur pour la société automobile Pinochle. Cependant, High Card doit faire face aux menaces de la société automobile rivale « Who's Who » qui cherche à écraser Pinochle, et de la famille mafieuse du Klondike qui veut les cartes X-Playing à ses propres fins néfastes.

## Personnages

### Animé

#### Pinochle
Finn Oldman (フィン・オールドマン, Fin Ōrudoman)
Voix japonaise : Gen Satō
Personnage principal. Il détient avec lui le 2 de ♠️ (Néo New Nambu). Néo New Nambu permet de faire apparaître un pistolet avec des munitions infinies.
Chris Redgrave (クリス・レッドグレイヴ, Kurisu Reddogureivu)
Voix japonaise : Toshiki Masuda
Beau gosse travaillant en tant que vendeur comme Finn chez Pinochle. Il possède le 5 de ♥️ (Calories High). Calories High permet de soigner n'importe quelle blessure en brûlant des calories.
Leo Constantine Pinochle (レオ・コンスタンティン・ピノクル, Reo Konsutantin Pinokuru)
Voix japonaise : Shun Horie (ja)
Fils du patron de Pinochle et vice président de l'organisation à seulement 14 ans. Il possède le 7 de ♦️ (Nevers No Dollars). Nevers No Dollars permet de créer n'importe quoi avec des billets comme des armes, des murs...
Wendy Sato (ウェンディ・サトー, Wendi Satō)
Voix japonaise : Haruka Shiraishi (ja)
Elle travaille à la réception de Pinochle et elle est l'une des plus fortes de l'organisation. Elle détient l'as de ♠️ (Love and Peace). Love and Peace permet de faire apparaître un katana mais si ce dernier est utilisé trop longtemps par Wendy, Love and Peace (Démon de la carte) prend le contrôle de son corps. Pour faire revenir Wendy à la raison, il faut lui retirer son katana des mains.
Vijay Kumar Singh (ヴィジャイ・クマール・シン, Vijai Kumāru Shin)
Voix japonaise : Yūichirō Umehara
Vijay travaille également à la réception avec Wendy. Il possède le 3 de ♣️ (Green Green). Green Green permet d'utiliser les plantes comme le souhaite son utilisateur.
Bernard Symons (バーナード・シモンズ, Bānādo Shimonzu)
Voix japonaise : Kazuhiro Yamaji (ja)
Il est le majordome de Pinochle et il détient comme carte, le 9 de ♠️ (Bokka). Bokka permet de créer un bouclier qui peut parer n'importe quel coup.
Theodore Constantine Pinochle (セオドール・コンスタンティン・ピノクル, Seodōru Konsutantin Pinokuru)
Voix japonaise : Daisuke Ono
Grand patron de High card et père de Leo. Il a comme carte la reine de ♦️ (Balor). Balor permet d'anticiper les mouvements de son adversaire.
Owen Alldays (オーウェン・オールデイズ, Ōwen Ōrudeizu)
Voix japonaise : Nobunaga Shimazaki
Owen est le bras droit de Théodore se tenant toujours à ses côtés il est responsable de la sécurité des cartes récoltés par high card qu'il garde grâce à sa carte, le 8 de ♦️ (Red labyrinth). Red labyrinth permet de se déplacer de porte en porte et donne à Owen, accès à toutes les portes du pays.

#### Who Who's
Norman Kingstadt (ノーマン・キングスタット, Nōman Kingusutatto)
Voix japonaise : Toshihiko Seki
Chef de l'organisation Who's Who qui est ennemi avec Pinochle. Il ne possède pas de carte mais dans le manga, il cherche à en obtenir et tente même de capturer Percy. Il lui racontera l'histoire de la carte No Mercy.
Brist Blitz Broadhurst (ブリスト・ブリッツ・ブロードハースト, Burisuto Burittsu Burōdohāsuto)
Voix japonaise : Shunsuke Takeuchi (ja)
Employé de Who's Who. Il possède le 10 de ♣️ (Million Bolts). Million Bolts permet à son utilisateur de manier l'électricité à sa guise.
Brandy Blumenthal (ブランディ・ブルーメンタール, Burandi Burūmentāru)
Voix japonaise : Mie Sonozaki (ja)
Secrétaire de Who's Who et petite préférée de Norman. Elle détient le 7 de ♠️ (Interception). Interception permet de faire apparaître une moto multifonction qui a notamment servie à l'enlèvement de Percy par Norman.

#### Klondike
Ban Klondike (バン・クロンダイク, Ban Kurondaiku)
Voix japonaise : Tomokazu Seki
Antagoniste de l'anime et chef de la Klondike family on découvre qu'il est un ancien membre de la première génération de high card au côté de Théodore. Ban Klondike possède le roi de ♦️ (Round & round). Round and Round permet de faire tourner sur lui même tout ce qui rentre en contact avec les mains de son utilisateur.
Tilt (ティルト, Tiruto) / Flann Oldman (フラン・オールドマン, Furan Ōrudoman)
Voix japonaise : Toshiyuki Toyonaga
Tilt est le bras droit de Ban Klondike du fait de sa position autour de la table juste à côté de Ban Klondike. Il possède comme carte le roi de ♠️ (San Galgano). San Galgano est un antagoniste principal et ancien chevalier et le premier joueur il décidera de laisser son esprit dans sa carte et ce dernier peut prendre le contrôle du corps de Tilt.
Bobby Ball (ボビー・ボール, Bobī Bōru)
Voix japonaise : Chiharu Sawashiro (ja)
Bobby Ball est un membre de la Klondike family et il est sous le commandement de Tilt. Il a comme carte le 3 de ♦️ (Marble Rumble). Marble Rumble permet de manipuler des billes à sa guise.

#### Autres
Greg Young (グレッグ・ヤング, Gureggu Yangu)
Voix japonaise : Toshiyuki Morikawa
Greg Young est un inspecteur de police qui a un lien avec les X-Playing Cards. On apprend qu'il est un ancien ami de Théodore et de Ban mais le lien entre eux s'est dissous.
Sugar Peas (シュガー・ピース, Shugā Pīsu)
Voix japonaise : Rie Takahashi
Sugar Peas est une membre de la police qui cherche à en savoir plus sur son pays en s'intéressant aux X-Playing Cards elle finira par apprendre leurs existence mais Greg Young lui recommande d'arrêter ses recherches.
Lindsey Betz (リンジー・ベッツ, Rinjī Bettsu)
Voix japonaise : Eiji Hanawa (ja)
Lindsey est le patron de l'orphelinat dans lequel Finn a grandi et ce dernier révélera toute la vérité à Finn sur son passé.
Lucky Lunchman (ラッキー・ランチマン, Rakkī Ranchiman)
Voix japonaise : Shigeru Chiba
Lucky Lunchman est un homme que rencontre Finn au casino. Il est réputé pour avoir de la chance. S'il a autant de chance, c'est parce qu'il possède le 10 de ♦️ (Unlucky Poky). Unlucky Poky permet à son utilisateur de toujours avoir de la chance comme par exemple dans certaines situations où il devrait mourir. Il a été tué par le pouvoir de Bobby Ball.

### Manga
Percy Parker
Jeune garçon qui détient le 9 de ♦️ (No Mercy), carte qui est très convoité par d'autre personne et dont les pouvoirs sont assez mystérieux. No mercy fait apparaître des gants sur les mains de son utilisateur.
Airman
Tueur à gages et premier ennemi du manga il possède le 4 de ♣️ (Wing Wind). Wing Wind permet à son utilisateur d'utiliser le vent à sa guise.
Jade Ingram
Ennemie qui a combattu contre Finn, Chris et Percy dans le manoir. Il possède le 5 de ♠️ (Brain Buster). Brain Buster permet à son utilisateur de créer un énorme marteau pour frapper ses adversaires. Il est vaincu et sa carte a été emparée par Chris.
Hudson Brandon
Gouverneur de Silphium et antagoniste principal du manga, il cherche à tout prix à obtenir le 9 de ♦️. Il a avec lui le roi de ♥️ (Masculine Parfait). On ne sait pas grand chose sur Masculine Parfait, on sait juste qu'il donne une immense force à Hudson et une résistance incroyable car il a réussi à résister à un coup du katana de Wendy sur le crâne sans avoir un seul dégât.

## Anime
En juin 2021, il est annoncé que Homura Kawamoto (ja), Hikaru Muno et TMS Entertainment travaillent sur un projet transmédia dont une série anime.
La série sera produite par Studio Hibari et réalisée par Junichi Wada, avec Kenichi Yamashita, Kazuhiko Inukai, Shingo Nagai et Naoki Kuroyanagi écrivant les scripts ; Nozomi Kawano concevant les personnages; et Ryo Takahashi (ja) composant la musique. La série est diffusée du 9 janvier 2023 au 27 mars 2023 au Japon sur ATX et d'autres chaines. Elle est également diffusée en simulcast sur Crunchyroll dans la plupart des pays et sur Animation Digital Network en France.
Five New Old interprète le générique de début intitulé Trickster, tandis que Meychan interprète le générique de fin intitulé Squad!.
Pendant l'AnimeJapan de 2023, Studio Hibari a annoncé une deuxième saison. La saison est diffusée du 8 janvier 2024 au 25 mars 2024 au Japon sur ATX et d'autres chaines,. Pour les pays francophones, la série est toujours diffusée sur la plateforme Animation Digital Network.
Five New Old interprète de nouveau le générique de début, tandis que Raon interprète le générique de fin intitulé Hakuchūmu.
Lors du dernier épisode de la saison, le Studio Hibari a annoncé qu'un vingt-cinquième épisode nommé The Flowers Bloom était en cours de production. 

### Liste des épisodes

#### Saison 1
| No | Titre en français | Titre original | Date de 1re diffusion |
| -- | ----------------- | -------------- | --------------------- |
| 1  | One Shot          | One Shot       | 9 janvier 2023        |
| 2  | Make a Choice     | Make a Choice  | 16 janvier 2023       |
| 3  | Crazy Rich        | Crazy Rich     | 23 janvier 2023       |
| 4  | Samurai Girl      | Samurai Girl   | 30 janvier 2023       |
| 5  | Power Game        | Power Game     | 6 février 2023        |
| 6  | Take Back Five    | Take Back Five | 13 février 2023       |
| 7  | Love & Fake       | Love & Fake    | 20 février 2023       |
| 8  | Heat Up           | Heat Up        | 27 février 2023       |
| 9  | By Your Side      | By Your Side   | 6 mars 2023           |
| 10 | To Be Apart       | To Be Apart    | 13 mars 2023          |
| 11 | Chris             | Chris          | 20 mars 2023          |
| 12 | Finn              | Finn           | 27 mars 2023          |

#### Saison 2
| No      | Titre en français | Titre original    | Date de 1re diffusion |
| ------- | ----------------- | ----------------- | --------------------- |
| 1 (13)  | Knightmare        | Knightmare        | 8 janvier 2024        |
| 2 (14)  | Truth of the Hero | Truth of the Hero | 15 janvier 2024       |
| 3 (15)  | Answer the Door   | Answer the Door   | 22 janvier 2024       |
| 4 (16)  | Once Upon a Time  | Once Upon a Time  | 29 janvier 2024       |
| 5 (17)  | Look at me        | Look at me        | 5 février 2024        |
| 6 (18)  | Hold Your Hand    | Hold Your Hand    | 12 février 2024       |
| 7 (19)  | Prisoners         | Prisoners         | 19 février 2024       |
| 8 (20)  | Lala Valdenklein  | Lala Valdenklein  | 26 février 2024       |
| 9 (21)  | Coming Day        | Coming Day        | 4 mars 2024           |
| 10 (22) | Winner or Loser   | Winner or Loser   | 11 mars 2024          |
| 11 (23) | Sweet Home        | Sweet Home        | 18 mars 2024          |
| 12 (24) | Last Shot         | Last Shot         | 25 mars 2024          |

## Manga
Dans ce projet transmédia, un manga est également annoncé. Le manga est intitulé High Card -♢9 No Mercy et la sérialisation a commencé dans le magazine en ligne de Square Enix Manga UP! le 31 août 2022  et terminé le 29 mai 2024. Le premier volume en format tankōbon est sorti le 18 juillet 2023. Le 5 juillet 2024, trois volumes sont sortis. Il se déroule entre les épisodes 6 et 7 de l'anime et on suit non pas Finn Oldman mais Percy Parker. L'événement que Chris souvient à la fin de la saison 1 de l'anime.

### Liste des volumes
| no | Japonais        | Japonais          |
| no | Date de sortie  | ISBN              |
| -- | --------------- | ----------------- |
| 1  | 18 juillet 2023 | 978-4-7575-8337-5 |
| 2  | 6 janvier 2024  | 978-4-7575-8994-0 |
| 3  | 5 juillet 2024  | 978-4-7575-9282-7 |

## Drama CD
Une adaptation Drama CD de la franchise est sortie le 3 décembre 2021.

## Webradio
Une émission de radio sur internet bimensuelle (un vendredi sur deux), intitulée High Card Radio, est diffusée du 6 janvier au 14 avril 2023. Elle est animée par Gen Satō, voix de Finn Oldman, et Toshiki Masuda, voix de Chris Redgrave.

## Théâtre
Une adaptation sur scène est prévue pour janvier 2024.

### Annotations
1. 1 2  Les titres français de l'adaptation en anime proviennent de Animation Digital Network.

### Œuvres

#### Édition japonaise
1. 1 2 3  (ja) « HIGH CARD -♢9 No Mercy 1 », sur Square Enix (consulté le 18 janvier 2024).
2. 1 2 3  (ja) « HIGH CARD -♢9 No Mercy 3 », sur Square Enix (consulté le 2 octobre 2024).
3. 1 2  (ja) « HIGH CARD -♢9 No Mercy 2 », sur Square Enix (consulté le 18 janvier 2024).